# Rebellion (2023)
Rebellion (2023) será o próximo evento pay-per-view (PPV) de luta profissional produzido pela Impact Wrestling. Acontecerá em 16 de abril de 2023, no Rebel Entertainment Complex em Toronto, Ontário, Canadá. Será o quinto evento na cronologia da Rebellion.

## Produção

### Introdução
Rebellion é um evento de luta profissional produzido pela Impact Wrestling. É realizado anualmente durante o mês de abril, e o evento foi realizado pela primeira vez em 2019. No Hard To Kill, o Impact Wrestling anunciou que o Rebellion aconteceria em 16 de abril de 2023, no Rebel Entertainment Complex em Toronto, Ontário, Canadá.

### Rivalidades
O evento contará com lutas de luta profissional que envolvem diferentes lutadores de feudos e histórias preexistentes. Os lutadores retratam vilões, heróis ou personagens menos distinguíveis em eventos roteirizados que criam tensão e culminam em uma luta livre ou uma série de lutas. As histórias são produzidas no programa de televisão semanal do Impact.